# Palmarès et statistiques de Carlos Alcaraz
Pour un article plus général, voir Carlos Alcaraz (tennis).

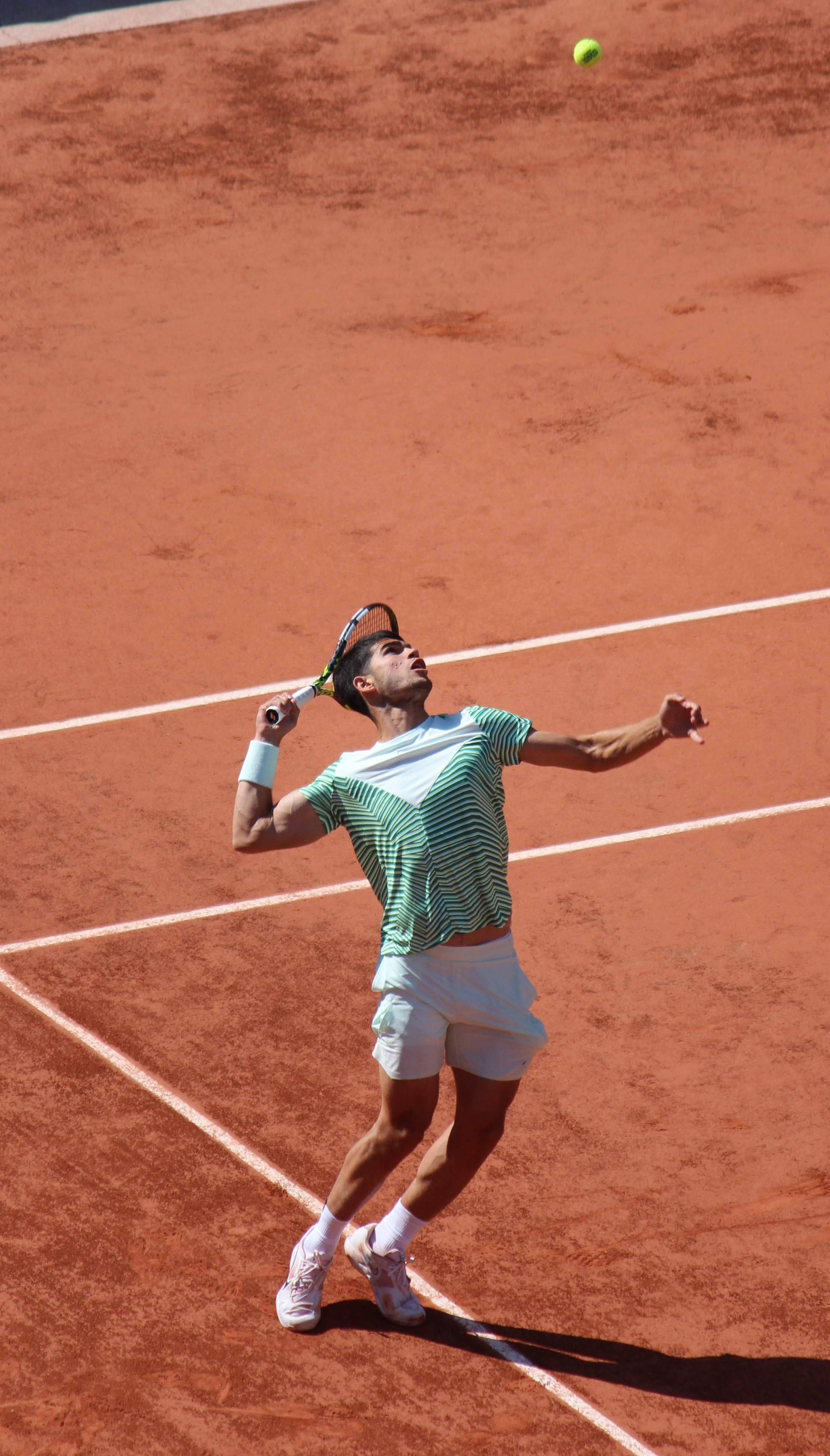
Alcaraz à Roland Garros 2023.

Cet article traite des différents résultats obtenus par Carlos Alcaraz. Au cours de sa carrière, le joueur de tennis espagnol a remporté vingt titres ATP dont cinq Grand Chelem, sept Masters 1000, six ATP 500 et deux ATP 250. Il a également passé un total de 36 semaines à la place de numéro 1 mondial.

## Finales importantes

### En Grand Chelem

#### Simple: 6 (5 titres, 1 finale)

##### Victoires
| Année | Tournoi           | Adversaire en finale | Score                      |
| 2022  | US Open           | Casper Ruud          | 6-4, 2-6, 7-61, 6-3        |
| 2023  | Wimbledon         | Novak Djokovic       | 1-6, 7-66, 6-1, 3-6, 6-4   |
| 2024  | Roland-Garros     | Alexander Zverev     | 6-3, 2-6, 5-7, 6-1, 6-2    |
| 2024  | Wimbledon (2)     | Novak Djokovic       | 6-2, 6-2, 7-64             |
| 2025  | Roland-Garros (2) | Jannik Sinner        | 4-6, 64-7, 6-4, 7-63, 7-62 |

##### Finale
| Année | Tournoi   | Adversaire en finale | Score              |
| 2025  | Wimbledon | Jannik Sinner        | 6-4, 4-6, 4-6, 4-6 |

### En Masters 1000

#### Simple: 9 (8 titres, 1 finale)
| Résultat  | Année | Tournoi          | Surface      | Adversaire         | Score           |
| --------- | ----- | ---------------- | ------------ | ------------------ | --------------- |
| Vainqueur | 2022  | Miami            | Dur          | Casper Ruud        | 7-5, 6-4        |
| Vainqueur | 2022  | Madrid           | Terre battue | Alexander Zverev   | 6-3, 6-1        |
| Vainqueur | 2023  | Indian Wells     | Dur          | Daniil Medvedev    | 6-3, 6-2        |
| Vainqueur | 2023  | Madrid (2)       | Terre battue | Jan-Lennard Struff | 6-4, 3-6, 6-3   |
| Finaliste | 2023  | Cincinnati       | Dur          | Novak Djokovic     | 7-5, 67-7, 64-7 |
| Vainqueur | 2024  | Indian Wells (2) | Dur          | Daniil Medvedev    | 7-65, 6-1       |
| Vainqueur | 2025  | Monte-Carlo      | Terre battue | Lorenzo Musetti    | 3-6, 6-1, 6-0   |
| Vainqueur | 2025  | Rome             | Terre battue | Jannik Sinner      | 7-65, 6-1       |
| Vainqueur | 2025  | Cincinnati       | Dur          | Jannik Sinner      | 5-0 ab.         |

### Jeux olympiques

#### Simple: 1 (1 médaille d'argent)
| Résultat | Année | Surface      | Adversaire     | Score      |
| -------- | ----- | ------------ | -------------- | ---------- |
| Argent   | 2024  | Terre battue | Novak Djokovic | 63-7, 62-7 |

### En Coupe Davis
Son bilan en Coupe Davis est le suivant :
| Simple                   | Double                   |
| ------------------------ | ------------------------ |
| Victoire(s) - Défaite(s) | Victoire(s) - Défaite(s) |
| 5 - 1                    | 1 - 1                    |

Source : (en) Carlos Alcaraz - Win / Loss. sur le site de la Coupe Davis

## Palmarès

### Titres en simple
| 21 titres en simple | 5 G. Chelem | 5 G. Chelem | 5 G. Chelem | 5 G. Chelem | 0 Masters | 0 Masters | 0 Masters   | 0 Masters   | 7 Masters 1000 | 7 Masters 1000 | 7 Masters 1000 | 7 Masters 1000 | 7 ATP 500           | 7 ATP 500           | 7 ATP 500           | 7 ATP 500           | 2 ATP 250           | 2 ATP 250           | 2 ATP 250      | 2 ATP 250      | 0 JO           | 0 JO           | 0 JO           | 0 JO           |
| 21 titres en simple | 6 sur dur   | 6 sur dur   | 6 sur dur   | 6 sur dur   | 6 sur dur | 6 sur dur | 4 sur gazon | 4 sur gazon | 4 sur gazon    | 4 sur gazon    | 4 sur gazon    | 4 sur gazon    | 11 sur terre battue | 11 sur terre battue | 11 sur terre battue | 11 sur terre battue | 11 sur terre battue | 11 sur terre battue | 0 sur moquette | 0 sur moquette | 0 sur moquette | 0 sur moquette | 0 sur moquette | 0 sur moquette |

| No | Date       | Nom et lieu du tournoi                  | Catégorie       | Dotation     | Surface      | Finaliste           | Score                      |          |
| -- | ---------- | --------------------------------------- | --------------- | ------------ | ------------ | ------------------- | -------------------------- | -------- |
| 1  | 19-07-2021 | Plava Laguna Croatia Open, Umag         | ATP 250         | 419 470 €    | Terre (ext.) | Richard Gasquet     | 6-2, 6-2                   | Parcours |
| -  | 13-11-2021 | Next Gen ATP Finals, Milan              | Next Gen Finals | 1 300 000 $  | Dur (int.)   | Sebastian Korda     | 4-35, 4-2, 4-2             | Parcours |
| 2  | 14-02-2022 | Rio Open by Claro, Rio de Janeiro       | ATP 500         | 1 660 290 $  | Terre (ext.) | Diego Schwartzman   | 6-4, 6-2                   | Parcours |
| 3  | 23-03-2022 | Miami Open presented by Itaú, Miami     | Masters 1000    | 8 584 055 $  | Dur (ext.)   | Casper Ruud         | 7-5, 6-4                   | Parcours |
| 4  | 18-04-2022 | Barcelona Open Banc Sabadell, Barcelone | ATP 500         | 2 661 825 €  | Terre (ext.) | Pablo Carreño Busta | 6-3, 6-2                   | Parcours |
| 5  | 01-05-2022 | Mutua Madrid Open, Madrid               | Masters 1000    | 6 744 165 €  | Terre (ext.) | Alexander Zverev    | 6-3, 6-1                   | Parcours |
| 6  | 29-08-2022 | US Open, Flushing Meadows               | G. Chelem       | 27 915 200 $ | Dur (ext.)   | Casper Ruud         | 6-4, 2-6, 7-61, 6-3        | Parcours |
| 7  | 13-02-2023 | Argentina Open, Buenos Aires            | ATP 250         | 626 595 $    | Terre (ext.) | Cameron Norrie      | 6-3, 7-5                   | Parcours |
| 8  | 06-03-2023 | BNP Paribas Open, Indian Wells          | Masters 1000    | 8 800 000 $  | Dur (ext.)   | Daniil Medvedev     | 6-3, 6-2                   | Parcours |
| 9  | 17-04-2023 | Barcelona Open Banc Sabadell, Barcelone | ATP 500         | 2 722 480 €  | Terre (ext.) | Stéfanos Tsitsipás  | 6-3, 6-4                   | Parcours |
| 10 | 26-04-2023 | Mutua Madrid Open, Madrid               | Masters 1000    | 7 705 780 €  | Terre (ext.) | Jan-Lennard Struff  | 6-4, 3-6, 6-3              | Parcours |
| 11 | 19-06-2023 | Cinch Championships, Londres            | ATP 500         | 2 195 175 €  | Gazon (ext.) | Alex de Minaur      | 6-4, 6-4                   | Parcours |
| 12 | 03-07-2023 | The Championships, Wimbledon            | G. Chelem       | 20 747 000 £ | Gazon (ext.) | Novak Djokovic      | 1-6, 7-66, 6-1, 3-6, 6-4   | Parcours |
| 13 | 06-03-2024 | BNP Paribas Open, Indian Wells          | Masters 1000    | 9 495 555 $  | Dur (ext.)   | Daniil Medvedev     | 7-65, 6-1                  | Parcours |
| 14 | 26-05-2024 | Roland-Garros, Paris                    | G. Chelem       | 53 478 000 € | Terre (ext.) | Alexander Zverev    | 6-3, 2-6, 5-7, 6-1, 6-2    | Parcours |
| 15 | 01-07-2024 | The Championships, Wimbledon            | G. Chelem       | 20 747 000 £ | Gazon (ext.) | Novak Djokovic      | 6-2, 6-2, 7-64             | Parcours |
| 16 | 26-09-2024 | China Open, Pékin                       | ATP 500         | 3 720 165 $  | Dur (ext.)   | Jannik Sinner       | 6-7, 6-4, 7-63             | Parcours |
| 17 | 03-02-2025 | ABN AMRO Open, Rotterdam                | ATP 500         | 2 134 985 €  | Dur (int.)   | Alex de Minaur      | 6-4, 3-6, 6-2              | Parcours |
| 18 | 06-04-2025 | Rolex Monte-Carlo Masters, Monte-Carlo  | Masters 1000    | 6 128 940 €  | Terre (ext.) | Lorenzo Musetti     | 3-6, 6-1, 6-0              | Parcours |
| 19 | 07-05-2025 | Internazionali BNL d'Italia, Rome       | Masters 1000    | 8 055 385 €  | Terre (ext.) | Jannik Sinner       | 7-65, 6-1                  | Parcours |
| 20 | 25-05-2025 | Roland-Garros, Paris                    | G. Chelem       | 56 352 000 € | Terre (ext.) | Jannik Sinner       | 4-6, 64-7, 6-4, 7-63, 7-62 | Parcours |
| 21 | 16-06-2025 | HSBC Championships, Londres             | ATP 500         | 2 522 220 €  | Gazon (ext.) | Jiří Lehečka        | 7-5, 65-7, 6-2             | Parcours |

### Finales en simple messieurs
| No | Date       | Nom et lieu du tournoi                      | Catégorie     | Dotation    | Surface      | Vainqueur       | Score           |          |
| -- | ---------- | ------------------------------------------- | ------------- | ----------- | ------------ | --------------- | --------------- | -------- |
| 1  | 18-07-2022 | Hamburg European Open, Hambourg             | ATP 500       | 1 770 865 € | Terre (ext.) | Lorenzo Musetti | 6-4, 66-7, 6-4  | Parcours |
| 2  | 25-07-2022 | Plava Laguna Croatia Open Umag, Umag        | ATP 250       | 534 555 €   | Terre (ext.) | Jannik Sinner   | 65-7, 6-1, 6-1  | Parcours |
| 3  | 20-02-2023 | Rio Open presented by Claro, Rio de Janeiro | ATP 500       | 2 013 940 $ | Terre (ext.) | Cameron Norrie  | 5-7, 6-4, 7-5   | Parcours |
| 4  | 14-08-2023 | Western & Southern Open, Cincinnati         | Masters 1000  | 6 600 000 $ | Dur (ext.)   | Novak Djokovic  | 5-7, 7-67, 7-64 | Parcours |
| 5  | 27-07-2024 | Olympic Tennis Event, Paris                 | J. olympiques | NC $        | Terre (ext.) | Novak Djokovic  | 7-63, 7-62      | Parcours |
| 6  | 14-04-2025 | Barcelona Open Banc Sabadell, Barcelone     | ATP 500       | 2 889 200 € | Terre (ext.) | Holger Rune     | 7-66, 6-2       | Parcours |

## Statistiques générales
Au 14 juillet 2025.
| Tournois du Grand Chelem              |        |         |         |         |         |        |                            |                            |                            |
| Open d'Australie                      | A      | 2T      | 3T      | A       | QF      | QF     | 0 / 4                      | 11 – 4                     | 73,3 %                     |
| Roland Garros                         | Q1     | 3T      | QF      | DF      | V       | V      | 2 / 5                      | 25 – 3                     | 89,3 %                     |
| Wimbledon                             | NH     | 2T      | 4T      | V       | V       | F      | 2 / 5                      | 24 – 3                     | 88,9 %                     |
| US Open                               | A      | QF      | V       | DF      | 2T      |        | 1 / 4                      | 17 – 3                     | 85,5 %                     |
| Victoires–Défaites                    | 0 – 0  | 8 – 4   | 16 – 3  | 17 – 2  | 19 – 2  | 17 – 2 | 5 / 18                     | 77 – 13                    | 85,6 %                     |
| ATP Finals                            |        |         |         |         |         |        |                            |                            |                            |
| ATP Finals                            | DNQ    | DNQ     | A       | SF      | RR      |        | 0 / 2                      | 3 – 4                      | 42,8 %                     |
| En sélection                          |        |         |         |         |         |        |                            |                            |                            |
| Jeux Olympiques                       | NH     | A       | NH      | NH      | F       | NH     | 0 / 1                      | 5 – 1                      | 83,3 %                     |
| Coupe Davis                           | NH     | A       | QF      | A       | QF      |        | 0 / 2                      | 5 – 1                      | 83,3 %                     |
| ATP Masters 1000                      |        |         |         |         |         |        |                            |                            |                            |
| Indian Wells                          | NH     | 2T      | DF      | V       | V       | DF     | 2 / 5                      | 20 – 3                     | 87,0 %                     |
| Miami                                 | NH     | 1T      | V       | DF      | QF      | 2T     | 1 / 5                      | 13 – 4                     | 76,5 %                     |
| Monte-Carlo                           | NH     | A       | 2T      | A       | A       | V      | 1 / 2                      | 5 – 1                      | 83,3 %                     |
| Madrid                                | NH     | 2T      | V       | V       | QF      | A      | 2 / 4                      | 15 – 2                     | 88,2 %                     |
| Rome                                  | A      | A       | A       | 3T      | A       | V      | 1 / 2                      | 7 – 1                      | 87,5 %                     |
| Canada                                | NH     | A       | 2T      | QF      | A       | A      | 0 / 2                      | 2 – 2                      | 50,0 %                     |
| Cincinnati                            | A      | 1T      | QF      | F       | 2T      |        | 0 / 4                      | 6 – 4                      | 60,0 %                     |
| Shanghai                              | NH     | NH      | NH      | 4T      | QF      |        | 0 / 2                      | 5 – 2                      | 71,4 %                     |
| Paris                                 | A      | 3T      | QF      | 2T      | 3T      |        | 0 / 4                      | 5 – 4                      | 55,6 %                     |
| Victoires-Défaites                    | 0 – 0  | 3 – 5   | 19 – 5  | 25 – 6  | 16 – 5  | 15 – 2 | 7 / 30                     | 78 – 23                    | 77,2 %                     |
| Statistiques en carrière              |        |         |         |         |         |        |                            |                            |                            |
|                                       | 2020   | 2021    | 2022    | 2023    | 2024    | 2025   | Carrière                   | Carrière                   | Carrière                   |
| Tournois                              | 1      | 19      | 17      | 17      | 16      | 11     | Total en carrière: 81      | Total en carrière: 81      | Total en carrière: 81      |
| Titres                                | 0      | 1       | 5       | 6       | 4       | 5      | Total en carrière: 21      | Total en carrière: 21      | Total en carrière: 21      |
| Finales                               | 0      | 1       | 7       | 8       | 5       | 7      | Total en carrière: 28      | Total en carrière: 28      | Total en carrière: 28      |
| Victoires - défaites sur dur          | 0 – 0  | 20 – 10 | 27 – 8  | 28 – 9  | 29 – 8  | 15 – 4 | 6 / 43                     | 119 – 39                   | 75,3 %                     |
| Victoires - défaites sur terre battue | 1 – 1  | 11 – 6  | 27 – 4  | 25 – 3  | 17 – 4  | 22 – 1 | 11 / 30                    | 103 – 19                   | 84,4 %                     |
| Victoires - défaites sur gazon        | 0 – 0  | 1 – 1   | 3 – 1   | 12 – 0  | 8 – 1   | 11 – 1 | 4 / 8                      | 35 – 4                     | 89,7 %                     |
| Victoires - défaites en extérieur     | 1 – 1  | 22 – 15 | 51 – 9  | 63 – 9  | 47 – 10 | 43 – 6 | 20 / 70                    | 227 – 50                   | 81,9 %                     |
| Victoires - défaites en intérieur     | 0 – 0  | 10 – 2  | 6 – 4   | 2 – 3   | 7 – 3   | 5 – 0  | 1 / 11                     | 30 – 12                    | 71,4 %                     |
| Victoires - défaites totaux           | 1 – 1  | 32 – 17 | 57 – 13 | 65 – 12 | 54 – 13 | 48 – 6 | 21 / 81                    | 257 – 62                   | 80,6 %                     |
| Victoires (%)                         | 50,0 % | 65,3 %  | 81,4 %  | 84,4 %  | 80,6 %  | 88,9 % | Total en carrière : 80,6 % | Total en carrière : 80,6 % | Total en carrière : 80,6 % |
| Classements en fin de saison          | 141    | 32      | 1       | 2       | 3       |        | $47,362,248                | $47,362,248                | $47,362,248                |

1. ↑  Qualifié mais déclaré forfait pour blessure

## Tête de série en Grand Chelem
| Année | Open d'Australie  | Roland-Garros     | Wimbledon         | US Open           |
| ----- | ----------------- | ----------------- | ----------------- | ----------------- |
| 2021  | Non tête de série | Non tête de série | Non tête de série | Non tête de série |
| 2022  | N°31              | N°6               | N°5               | N°3               |
| 2023  | Non joué          | N°1               | N°1               | N°1               |
| 2024  | N°2               | N°3               | N°3               | N°3               |
| 2025  | N°3               | N°2               | N°2               | N°2               |

| Finaliste | Vainqueur |

## Matchs remarquables

### Victoires sur le top 10 par saison
Toutes ses victoires sur des joueurs classés dans le top 10 de l'ATP lors de la rencontre.
| Saison    | 2021 | 2022 | 2023 | 2024 | 2025 | Total |
| Victoires | 3    | 9    | 11   | 12   | 10   | 45    |

## Victoires sur le top 10
Toutes ses victoires sur des joueurs classés dans le top 10 de l'ATP lors de la rencontre.
| Légende                 |
| Grand Chelem            |
| Masters                 |
| Jeux olympiques         |
| Masters 1000            |
| ATP 500                 |
| ATP 250                 |
| Coupe Davis / Laver Cup |

| #  | C.A.  | Tournoi        | Année | Surface      | Adversaire            | Rang  | Tour   | Score                      |
| -- | ----- | -------------- | ----- | ------------ | --------------------- | ----- | ------ | -------------------------- |
| 1  | no 55 | US Open        | 2021  | Dur          | Stéfanos Tsitsipás    | no 3  | 1/16   | 6-3, 4-6, 7-62, 0-6, 7-65  |
| 2  | no 42 | Vienne         | 2021  | Dur (int.)   | Matteo Berrettini     | no 7  | 1/16   | 6-1, 62-7 ,7-65            |
| 3  | no 35 | Paris-Bercy    | 2021  | Dur (int.)   | Jannik Sinner         | no 9  | 1/16   | 7-61, 7-5                  |
| 4  | no 29 | Rio de Janeiro | 2022  | Terre battue | Matteo Berrettini     | no 6  | 1/4    | 6-2, 2-6, 6-2              |
| 5  | no 16 | Miami          | 2022  | Dur          | Stéfanos Tsitsipás    | no 5  | 1/8    | 7-5, 6-3                   |
| 6  | no 16 | Miami          | 2022  | Dur          | Hubert Hurkacz        | no 10 | 1/2    | 7-65, 7-62                 |
| 7  | no 16 | Miami          | 2022  | Dur          | Casper Ruud           | no 8  | Finale | 7-5, 6-4                   |
| 8  | no 11 | Barcelone      | 2022  | Terre battue | Stéfanos Tsitsipás    | no 5  | 1/4    | 6-4, 5-7, 6-2              |
| 9  | no 9  | Madrid         | 2022  | Terre battue | Rafael Nadal          | no 4  | 1/4    | 6-2, 1-6, 6-3              |
| 10 | no 9  | Madrid         | 2022  | Terre battue | Novak Djokovic        | no 1  | 1/2    | 65-7, 7-5, 7-65            |
| 11 | no 9  | Madrid         | 2022  | Terre battue | Alexander Zverev      | no 3  | Finale | 6-3, 6-1                   |
| 12 | no 4  | US Open        | 2022  | Dur          | Casper Ruud           | no 7  | Finale | 6-4, 2-6, 7-61, 6-3        |
| 13 | no 2  | Indian Wells   | 2023  | Dur          | Félix Auger-Aliassime | no 10 | 1/4    | 6-4, 6-4                   |
| 14 | no 2  | Indian Wells   | 2023  | Dur          | Daniil Medvedev       | no 6  | Finale | 6-3, 6-2                   |
| 15 | no 1  | Miami          | 2023  | Dur          | Taylor Fritz          | no 10 | 1/4    | 6-4, 6-2                   |
| 16 | no 2  | Barcelone      | 2023  | Terre battue | Stéfanos Tsitsipás    | no 5  | Finale | 6-3, 6-4                   |
| 17 | no 1  | Roland-Garros  | 2023  | Terre battue | Stéfanos Tsitsipás    | no 5  | 1/4    | 6-1, 6-2, 7-65             |
| 18 | no 1  | Wimbledon      | 2023  | Gazon        | Holger Rune           | no 6  | 1/4    | 7-63, 6-4, 6-4             |
| 19 | no 1  | Wimbledon      | 2023  | Gazon        | Daniil Medvedev       | no 3  | 1/2    | 6-3, 6-3, 6-3              |
| 20 | no 1  | Wimbledon      | 2023  | Gazon        | Novak Djokovic        | no 2  | Finale | 1-6, 7-68, 6-1, 3-6, 6-4   |
| 21 | no 2  | Pékin          | 2023  | Dur          | Casper Ruud           | no 9  | 1/4    | 6-4, 6-2                   |
| 22 | no 2  | Masters        | 2023  | Dur (int.)   | Andrey Rublev         | no 5  | Poules | 7-5, 6-2                   |
| 23 | no 2  | Masters        | 2023  | Dur (int.)   | Daniil Medvedev       | no 3  | Poules | 6-4, 6-4                   |
| 24 | no 2  | Indian Wells   | 2024  | Dur          | Alexander Zverev      | no 6  | 1/4    | 6-3, 6-1                   |
| 25 | no 2  | Indian Wells   | 2024  | Dur          | Jannik Sinner         | no 3  | 1/2    | 1-6, 6-3, 6-2              |
| 26 | no 2  | Indian Wells   | 2024  | Dur          | Daniil Medvedev       | no 4  | Finale | 7-65, 6-1                  |
| 27 | no 3  | Roland-Garros  | 2024  | Terre battue | Stéfanos Tsitsipás    | no 9  | 1/4    | 6-3, 7-63, 6-4             |
| 28 | no 3  | Roland-Garros  | 2024  | Terre battue | Jannik Sinner         | no 2  | 1/2    | 2-6, 6-3, 3-6, 6-4, 6-3    |
| 29 | no 3  | Roland-Garros  | 2024  | Terre battue | Alexander Zverev      | no 4  | Finale | 6-3, 2-6, 5-7, 6-1, 6-2    |
| 30 | no 3  | Wimbledon      | 2024  | Gazon        | Daniil Medvedev       | no 5  | 1/2    | 61-7, 6-3, 6-4, 6-4        |
| 31 | no 3  | Wimbledon      | 2024  | Gazon        | Novak Djokovic        | no 2  | Finale | 6-4, 6-4, 7-64             |
| 32 | no 3  | Laver Cup      | 2024  | Dur (int.)   | Taylor Fritz          | no 7  | Poules | 6-2, 7-5                   |
| 33 | no 3  | Pékin          | 2024  | Dur          | Daniil Medvedev       | no 5  | 1/2    | 7-5, 6-3                   |
| 34 | no 3  | Pékin          | 2024  | Dur          | Jannik Sinner         | no 1  | Finale | 6-7, 6-4, 7-63             |
| 35 | no 3  | Masters        | 2024  | Dur (int.)   | Andrey Rublev         | no 8  | Poules | 6-3, 7-68                  |
| 36 | no 3  | Rotterdam      | 2025  | Dur (int.)   | Alex de Minaur        | no 8  | Finale | 6-4, 3-6, 6-2              |
| 37 | no 2  | Barcelone      | 2025  | Terre battue | Alex de Minaur        | no 7  | 1/4    | 7-5, 6-3                   |
| 38 | no 3  | Rome           | 2025  | Terre battue | Jack Draper           | no 5  | 1/4    | 6-4, 6-4                   |
| 39 | no 3  | Rome           | 2025  | Terre battue | Lorenzo Musetti       | no 9  | 1/2    | 6-3, 7-64                  |
| 40 | no 3  | Rome           | 2025  | Terre battue | Jannik Sinner         | no 1  | Finale | 7-65, 6-1                  |
| 41 | no 2  | Roland-Garros  | 2025  | Terre battue | Lorenzo Musetti       | no 7  | 1/2    | 4-6, 7-63, 6-0, 2-0 ab.    |
| 42 | no 2  | Roland-Garros  | 2025  | Terre battue | Jannik Sinner         | no 1  | Finale | 4-6, 64-7, 6-4, 7-63, 7-62 |
| 43 | no 2  | Wimbledon      | 2025  | Gazon        | Taylor Fritz          | no 5  | 1/2    | 6-4, 5-7, 6-3, 7-66        |
| 44 | no 2  | Cincinnati     | 2025  | Dur          | Alexander Zverev      | no 3  | 1/2    | 6-4, 6-3                   |
| 45 | no 2  | Cincinnati     | 2025  | Dur          | Jannik Sinner         | no 1  | Finale | 5-0 ab.                    |

## Confrontations avec ses principaux adversaires
Confrontations lors des différents tournois ATP et en Coupe Davis avec ses principaux adversaires (5 confrontations minimum et avoir été membre du top 10). Classement par pourcentage de victoires. Situation au 18 août 2025 :
| Joueur                | Meilleur classement | Confrontations | Victoires | Défaites | Pourcentage de victoires | Dernière confrontation                                  |
| --------------------- | ------------------- | -------------- | --------- | -------- | ------------------------ | ------------------------------------------------------- |
| Novak Djokovic        | 1                   | 8              | 3         | 5        | 37,5                     | défaite (6-4, 4-6, 3-6, 4-6) à l'Open d'Australie 2025  |
| Alexander Zverev      | 2                   | 12             | 6         | 6        | 50                       | victoire (6-4, 6-3) au Masters de Cincinnati 2025       |
| Félix Auger-Aliassime | 6                   | 7              | 4         | 3        | 57,1                     | victoire (6-1, 6-1) aux Jeux olympiques 2024            |
| Jannik Sinner         | 1                   | 14             | 9         | 5        | 64,3                     | victoire (5-0 ab.) au Masters de Cincinnati 2025        |
| Jack Draper           | 5                   | 6              | 4         | 2        | 66,7                     | victoire (6-4, 6-4) au Masters de Rome 2025             |
| Grigor Dimitrov       | 3                   | 6              | 4         | 2        | 66,7                     | victoire (6-1, 6-1) au Masters d'Indian Wells 2025      |
| Cameron Norrie        | 8                   | 6              | 4         | 2        | 66,7                     | défaite (7-5, 4-6, 5-7) au tournoi de Rio 2023          |
| Tommy Paul            | 8                   | 6              | 4         | 2        | 66,7                     | victoire (6-3, 7-67) aux Jeux olympiques 2024           |
| Daniil Medvedev       | 1                   | 8              | 6         | 2        | 75                       | victoire (7-5, 6-3) au tournoi de Pékin 2024            |
| Casper Ruud           | 2                   | 5              | 4         | 1        | 80                       | défaite (1-6, 5-7) au Masters 2024                      |
| Lorenzo Musetti       | 6                   | 7              | 6         | 1        | 85,7                     | victoire (4-6, 7-63, 6-0, 2-0 ab.) à Roland-Garros 2025 |
| Stéfanos Tsitsipás    | 3                   | 6              | 6         | 0        | 100                      | victoire (6-3, 7-63, 6-4) à Roland-Garros 2024          |
| Karen Khachanov       | 8                   | 5              | 5         | 0        | 100                      | victoire (6-3, 3-6, 7-5) à Masters de Rome 2025         |

### Joueurs avec un ratio positif contre Carlos Alcaraz
Les joueurs encore en activité sont en gras.
- Novak Djokovic 5-3
- David Goffin 2-1
- Rafael Nadal 2-1
- Thiago Monteiro 2-0
- Mikael Ymer 2-0
- Alexander Erler 1-0
- Hugo Gaston 1-0

### Défaites en tant que numéro 1 mondial
| Légende |                       |       |      |               |        |                     |              |
| Grand Chelem |                       |       |      |               |        |                     |              |
| Jeux olympiques |                       |       |      |               |        |                     |              |
| Masters 1000 |                       |       |      |               |        |                     |              |
| ATP 500 |                       |       |      |               |        |                     |              |
| ATP 250 |                       |       |      |               |        |                     |              |
| Masters et Coupe du Grand Chelem |                       |       |      |               |        |                     |              |
| Coupe Davis, World Team Cup, ATP Cup et United Cup |                       |       |      |               |        |                     |              |
| \| # \| Vainqueur \| n° \| Date \| Tournoi \| Tour \| Score \| Surface \| \| - \| --------------------- \| ----- \| ---- \| ------------- \| ------ \| ------------------- \| ------------ \| \| 1 \| Félix Auger-Aliassime \| no 13 \| 2022 \| Coupe Davis \| RR \| 7-63, 4-6, 2-6 \| Dur (int.) \| \| 2 \| David Goffin \| no 66 \| 2022 \| Astana \| 1/16 \| 5-7, 3-6 \| Dur (int.) \| \| 3 \| Félix Auger-Aliassime \| no 9 \| 2022 \| Bâle \| 1/2 \| 3-6, 2-6 \| Dur (int.) \| \| 4 \| Holger Rune \| no 18 \| 2022 \| Paris-Bercy \| 1/4 \| 3-6, 6-6 ab. \| Dur (int.) \| \| 5 \| Jannik Sinner \| no 11 \| 2023 \| Miami \| 1/2 \| 7-64, 4-6, 2-6 \| Dur \| \| 6 \| Novak Djokovic \| no 3 \| 2023 \| Roland-Garros \| 1/2 \| 3-6, 7-5, 1-6, 1-6 \| Terre battue \| \| 7 \| Tommy Paul \| no 14 \| 2023 \| Toronto \| 1/4 \| 3-6, 6-4, 3-6 \| Dur \| \| 8 \| Novak Djokovic \| no 2 \| 2023 \| Cincinnati \| Finale \| 7-5, 67-7, 64-7 \| Dur \| \| 9 \| Daniil Medvedev \| no 3 \| 2023 \| US Open \| 1/2 \| 63-7, 1-6, 6-3, 3-6 \| Dur \| |                       |       |      |               |        |                     |              |
| # | Vainqueur             | n°    | Date | Tournoi       | Tour   | Score               | Surface      |
| 1 | Félix Auger-Aliassime | no 13 | 2022 | Coupe Davis   | RR     | 7-63, 4-6, 2-6      | Dur (int.)   |
| 2 | David Goffin          | no 66 | 2022 | Astana        | 1/16   | 5-7, 3-6            | Dur (int.)   |
| 3 | Félix Auger-Aliassime | no 9  | 2022 | Bâle          | 1/2    | 3-6, 2-6            | Dur (int.)   |
| 4 | Holger Rune           | no 18 | 2022 | Paris-Bercy   | 1/4    | 3-6, 6-6 ab.        | Dur (int.)   |
| 5 | Jannik Sinner         | no 11 | 2023 | Miami         | 1/2    | 7-64, 4-6, 2-6      | Dur          |
| 6 | Novak Djokovic        | no 3  | 2023 | Roland-Garros | 1/2    | 3-6, 7-5, 1-6, 1-6  | Terre battue |
| 7 | Tommy Paul            | no 14 | 2023 | Toronto       | 1/4    | 3-6, 6-4, 3-6       | Dur          |
| 8 | Novak Djokovic        | no 2  | 2023 | Cincinnati    | Finale | 7-5, 67-7, 64-7     | Dur          |
| 9 | Daniil Medvedev       | no 3  | 2023 | US Open       | 1/2    | 63-7, 1-6, 6-3, 3-6 | Dur          |